# Верхний Ононск
Верхний Ононск — село в Оловяннинском районе Забайкальского края России. Входит в состав сельского поселения Ононское.

## География
Село находится в западной части района, на левом берегу реки Онон, на расстоянии примерно 3 километров (по прямой) к северу от посёлка городского типа Оловянная.
Климат
Климат характеризуется как резко континентальный, с большими колебаниями средних температур зимних и летних месяцев, а также резкими колебаниями температур в течение одних суток. Среднегодовая температура воздуха составляет −1,4 °С. Абсолютный максимум температуры воздуха — 39,2 °С; абсолютный минимум — −45,5 °С. Среднегодовое количество осадков — 342 мм.
Часовой пояс
Село Верхний Ононск находится в часовой зоне МСК+6. Смещение применяемого времени относительно UTC составляет +9:00.

## Население
| 2021 |
| ---- |
| 1    |

## История
Основано в 2013 году путём выделения южной части села Ононск в отдельный населённый пункт. Распоряжением Правительства Российской Федерации от 1 марта 2016 года на федеральном уровне было присвоено соответствующие наименование.